# Mraźnica (potok)
Mraźnica – potok, dopływ Straconki. W niektórych źródłach jest opisany pod nazwą Mała Straconka, a na niektórych mapach błędnie jako Zimnik. Pod względem administracyjnym prawie cała zlewnia Mraźnicy (poza odcinkami źródłowymi) znajduje się w obrębie należącego do miasta Bielsko-Biała osiedla Straconka. Obejmuje dolinę na północno-zachodnich krańcach Beskidu Małego, między zachodnim grzbietem Sokołówki (853 m) a południowym grzbietem Magurki Wilkowickiej (909 m), który zakręca w kierunku północno-zachodnim i poprzez Rogacz (828 m) i Łysą Górę (653 m) opada do doliny Białej w zabudowanych obszarach Bielska-Białej.
Główny ciek Mraźnicy wypływa z położonego na wysokości około 790 m źródła na zachodnich, porośniętych lasem stokach Sokołówki. Zasilają go dwa lewobrzeżne cieki spływające z również porośniętych lasem stoków Magurki Wilkowickiej i Rogacza. Obydwa uchodzą do Mraźnicy na zabudowanym terenie doliny w górnej części osiedla Straconka. Od wysokości 455 m Mraźnica spływa już jednym korytem, przez osiedle Straconka w kierunku północno-zachodnim. W miejscu o współrzędnych 49°47′40″N 19°05′52″E/49,794444 19,097778 uchodzi do potoku Straconka jako jego lewy dopływ. Następuje to tuż powyżej niewielkiego jeziorka.